# Parque Nacional De Biesbosch

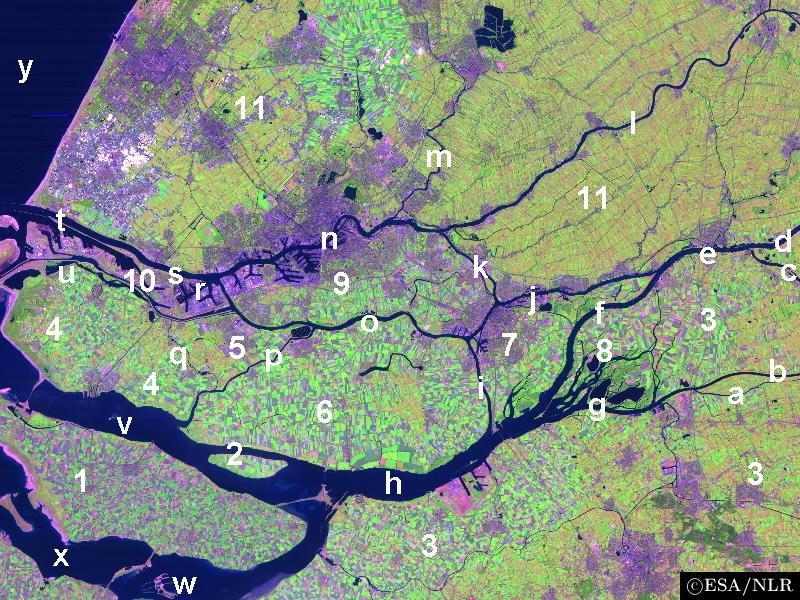
Vista aérea do Biesbosch (8).

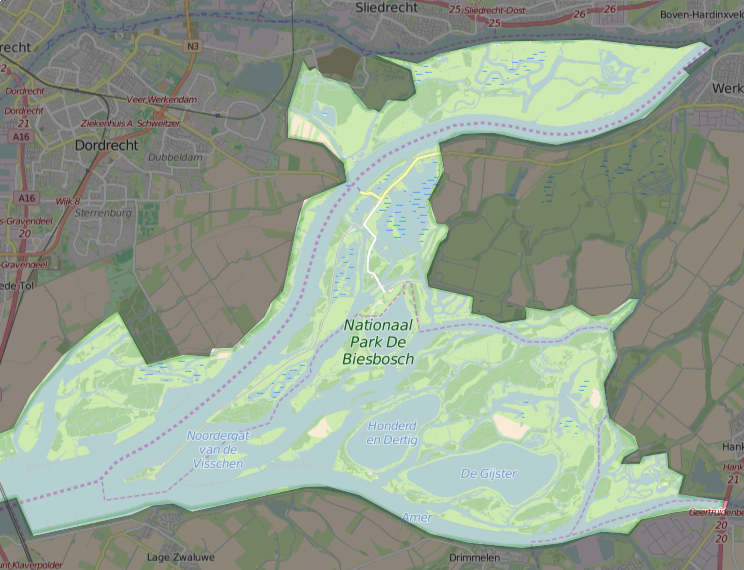
Mapa mostrando as partes do Biesbosch que compõem o Parque Nacional (em realce).

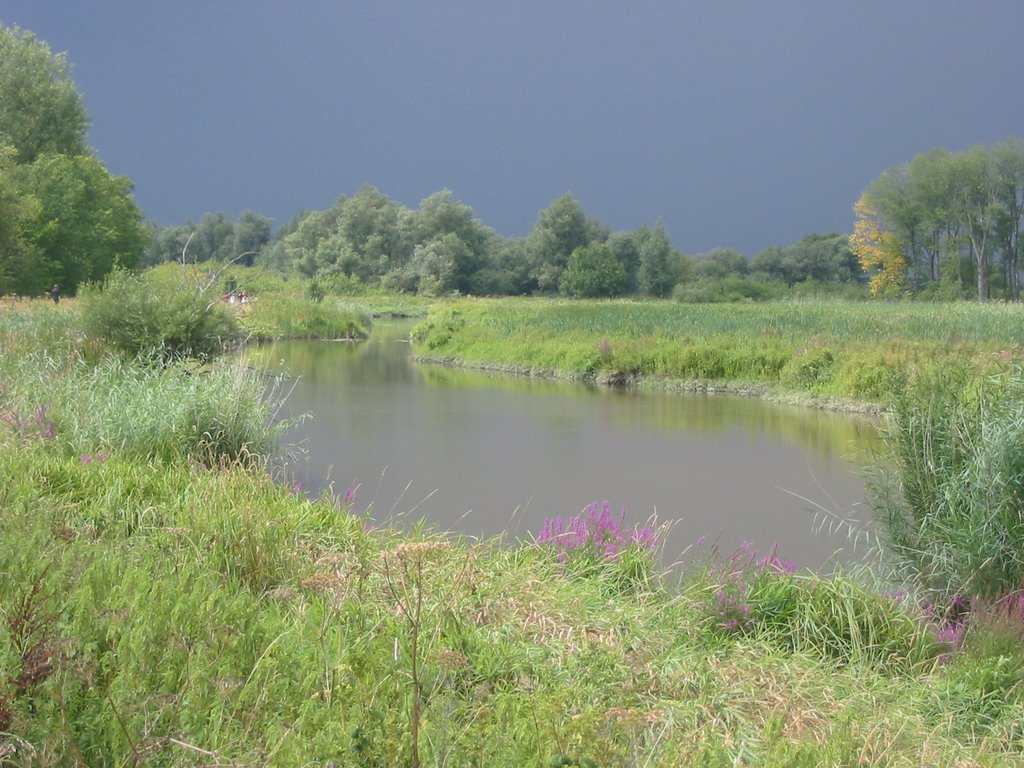
Um dos riachos do Biesbosch.

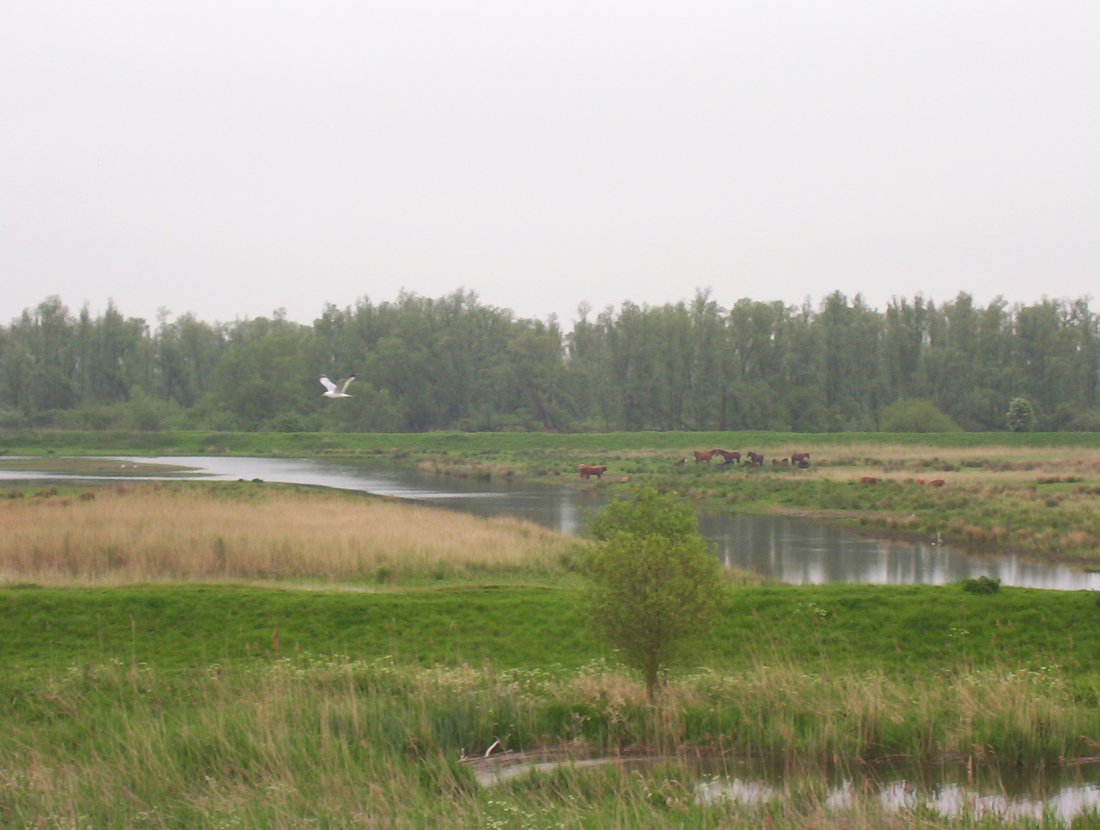
Zonas húmidas do Biesbosch.

De Biesbosch ("floresta de ciperáceas"), é um dos maiores parques nacionais dos Países Baixos e uma das últimas áreas de maré de água doce da Europa. O Biesbosch consiste de uma grande rede de rios e riachos com ilhas. A vegetação é principalmente formada por florestas de salgueiros, embora prados úmidos e campos de caniços sejam também comuns. O Biesbosch é uma importante zona húmida para aves aquáticas e possui uma rica flora e fauna. É especialmente importante na migração de gansos.

## Estrutura

### Parque Nacional
O Parque Nacional De Biesbosch é constituído pelas seguintes partes: 
- Sliedrechtse Biesbosch

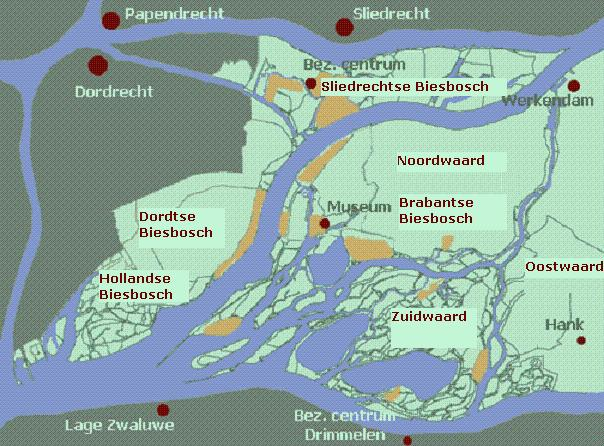
Mapa do Biesbosch.

A maior parte do norte do Biesbosch. Esta é a parte do Biesbosch com a mais significativa influência das marés (uma das distintas características do Biesbosch). O Sliedrechtse Biesbosch recebe essa denominação na área localizada após a cidade de Sliedrecht, que foi alagada durante a criação do Biesbosch e que foi posteriormente reconstruída do outro lado do rio Beneden Merwede (um dos limites do Biesbosch). A parte oriental do Sliedrechtse Biesbosch é uma das poucas áreas nos Países Baixos que tem um sistema intacto de dunas de rio.
- Hollandse Biesbosch

A parte ocidental do Biesbosch e a maior área remanescente (já foi bem maior) da parte da Holanda do Sul do Biesbosch. A Hollandse Biesbosch é a porção do Parque Nacional mais conhecida por suas aves.
- Brabantse Biesbosch (Zuidwaard)

A parte mais oriental e com maior área do Biesbosch, que é separada do restante do Biesbosch pelo rio Nieuwe Merwede (que serve de divisa entre as províncias da Holanda do Sul e do Brabante do Norte). O Brabantse Biesbosch pode ser dividido em três partes, das quais apenas o chamado Zuidwaard pertence ao Parque Nacional. O Zuidwaard do Brabantse Biesbosch tem poucos campos de caniços e ciperáceas em comparação com o restante do Parque Nacional e consiste principalmente de florestas de salgueiros.

### Outros
O Parque Nacional ocupa apenas metade da área original do Biesbosch. A outra metade foi recuperada e é constituída principalmente por terrenos agrícolas. Ela pode ser dividida em diversas partes:
- Dordtse Biesbosch

A parte do Biesbosch que faz divisa com a cidade de Dordrecht. Está localizada entre o Sliedrechtse Biesbosch e o Hollandse Biesbosch. Embora o Dordtse Biesbosch seja mais importante para os agricultores, ele tem também várias áreas de recreação que servem de "playground" para os habitantes de Dordrecht.
- Brabantse Biesbosch (Noordwaard)

A parte mais central do Biesbosch e objeto recente de grandes discussões. O Noordwaard começou a ser valorizado durante o século XX e possui algumas das áreas agrícolas mais férteis de todo os Países Baixos. Entretanto, devido ao alto nível das águas dos rios neerlandeses durante a década de 1990, o governo decidiu impedir a ocupação dessas áreas e restabelecer a ligação do Noordwaard com os rios Merwede (principalmente com o rio Reno). Desta forma, ele poderá servir como uma barreira natural e ser de grande importância na prevenção de quebras de diques e consequente inundação nas áreas densamente povoadas no delta Reno-Mosa-Scheldt. A primeira fase do "de-pôlder" foi concluída em 2008 e as zonas húmidas resultantes foram adicionadas ao Parque Nacional. A segunda fase será concluída entre 2015 e 2020.
- Brabantse Biesbosch (Oostwaard)

A parte mais antiga e oriental do Biesbosch lembra um pouco o restante do Biesbosch e é constituído principalmente por terras agrícolas e bairros que cresceram na periferia das cidades que fazem divisa com o Biesbosch (tais como Werkendam, Nieuwendijk e Hank), além de uns poucos riachos. Grande parte do Oostwaard foi ocupada durante os séculos XVII e XVIII.

## Criação
O Biesbosch foi criado quando 300 quilômetros quadrados de pôlderes ficaram submersos na chamada inundação de Santa Isabel no ano 1421. Antes disso, a área conhecida por Grote Hollandse Waard, era constituída por terras cultivadas e algumas aldeias. Os diques com mais de um século de existência ruíram devido à falta de manutenção, em decorrência da precária situação econômica da área, e as dificuldades entre as entidades políticas regionais (especialmente nas guerras de Hook e Cod).

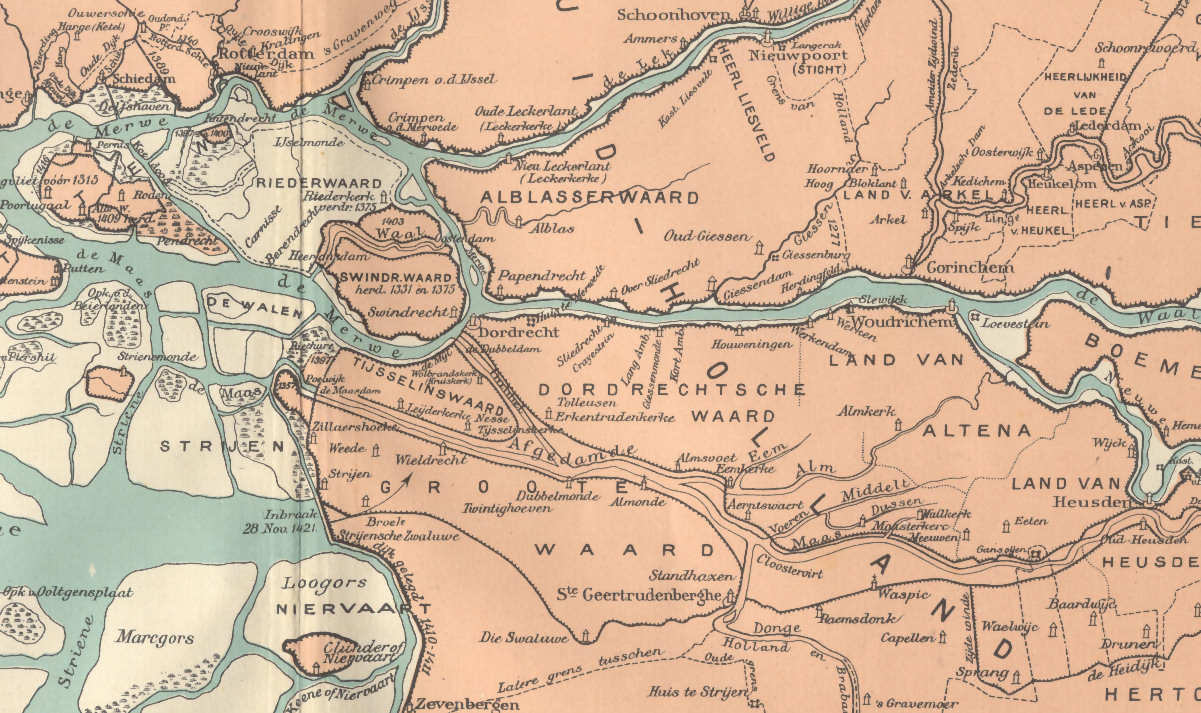
O Grote Waard em 1421, pouco antes da inundação de Santa Isabel.

Um dos fatores fundamentais para o alagamento do Grote Waard foi a criação de um novo dique, no sudoeste do pôlder. O solo sob este dique era instável, um fato já conhecido naquele tempo. Entretanto, rivalidades políticas e questões financeiras (combinadas com a opinião generalizada de que "nada irá acontecer", uma espécie de excesso de confiança) resultaram na construção de um dique instável, situado em um dos pontos críticos do Grote Waard. Era o único lugar aonde a maré alta vinda diretamente do mar poderia penetrar na região e atingir a estrutura do dique de Grote Waard.
Os níveis muito altos dos rios combinados com uma forte tempestade vinda do mar causou o colapso do dique do sudoeste e de vários diques de rios, resultando na inundação da maior parte do Grote Hollandse Waard. Depois da inundação restaram somente três áreas: a ilha de Dordrecht, a oeste, a Land van Altena (com o cidade de Woudrichem), a leste, e os pântanos salobros do Biesbosch entre elas. Muitas aldeias (por tradição 72) foram engolidas pelas cheias e desapareceram, causando (novamente por tradição) entre 2.000 e 10.000 mortes. Algumas cidades tiveram mais sorte e ficaram submersas, ressurgindo quando as águas baixaram.
Muitos braços do delta do Reno-Mosa, que foram isolados dos rios principais e serviam como órgãos de drenagem do Grote Waard, também desapareceram. Estes incluem o Dubbel (o nome do qual permanece em Dubbeldam), Eem, Werken (nome que deu origem a Werkendam), Graaf, Alm (que emprestou o seu nome para Almkerk; a parte oriental não foi destruída) e a maioria das principais drenagens: a Oude Maas (restou uma pequena parte sob a forma do Oude Maasje, não confundir com o outro braço chamado Oude Maas perto de Roterdã). A maior parte das áreas alagáveis transformou-se em uma rede de estuários.
O mais importante dos quais eram os Hollands Diep e o (raso) Bergse Veld. Ambos estavam ligados a Haringvliet, que existia antes da catástrofe como uma entrada de água do Mar do Norte. Após o desastre ela tornou-se salobra e um importante estuário dos rios Reno e Mosa. Um equívoco comum é acreditar que o Biesbosch surgiu desta inundação da noite para o dia. É verdade que esta inundação rompeu diques do então Grote Hollandse Waard ou Zuid Hollandse Waard, mas já dezenas de anos antes toda a área estava sob a água e tinha mudado o Biesbosch com os seus riachos e caniços.

## História

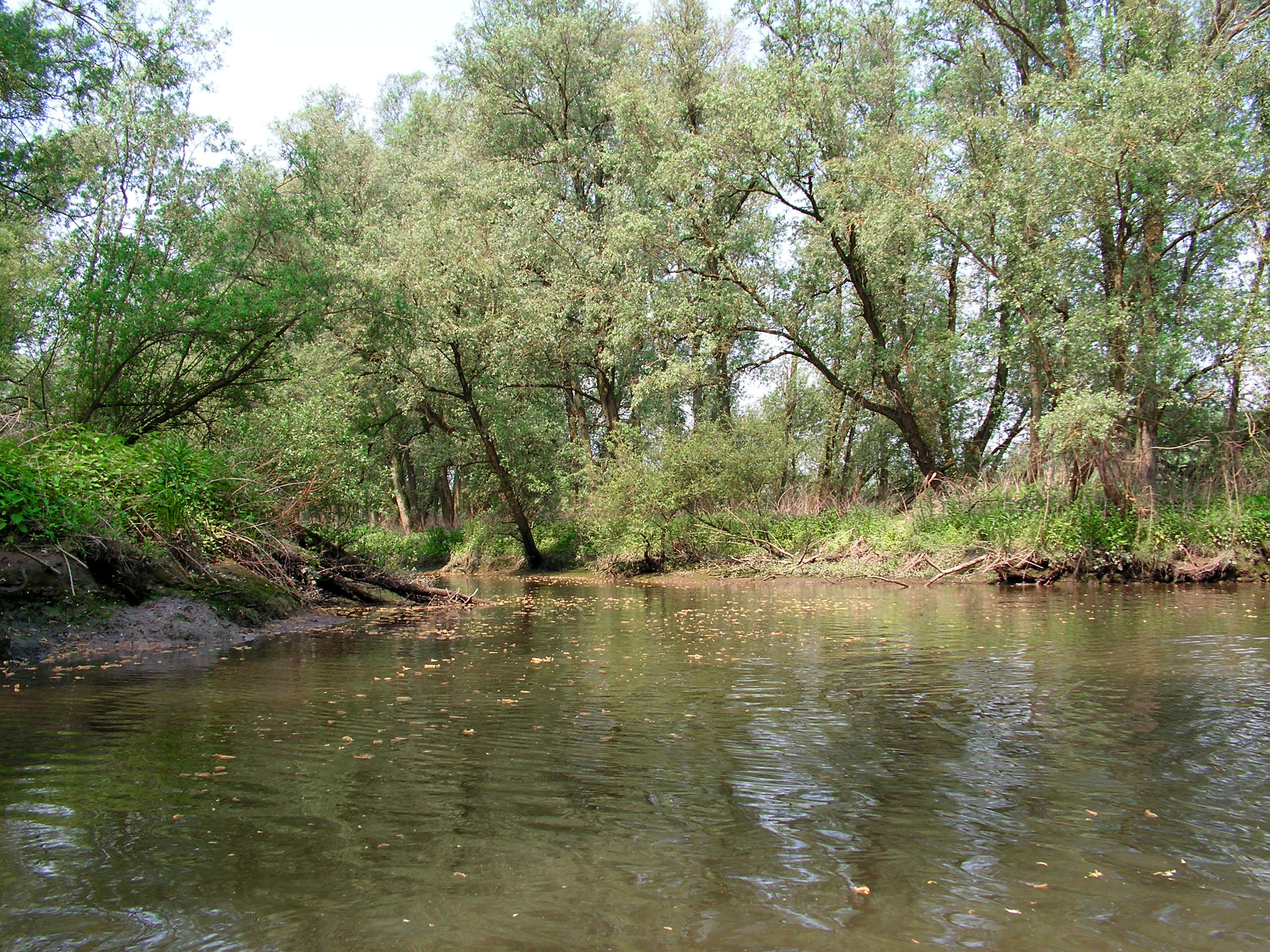
O Biesbosch na maré baixa.

Inicialmente, o Bergse Veld era um raso, mas extenso corpo d'água, que recebia influência da maré alta do Mar do Norte, mas também com predominância de água doce. Os sedimentos trazidos pelas águas dos rios tornaram-no submerso apenas durante as marés altas. A partir de então, a área foi chamada de Biesbosch. Uma rede de riachos interligados, lodaçais e o surgimento de áreas de florestas, que serviram como uma espécie de delta interior de grandes rios o alimentava. Um resultado significativo desta situação foi que os antigos braços do estuário dos rios Reno e Mosa, mais ao noroeste, ficaram desprovidos de grande parte do fluxo de água doce. Isto fez com que os rios nessa área ficassem assoreados, de modo que a importante rota marítima entre Roterdã e as zonas interiores já não podia mais ser utilizada.
Durante os últimos séculos, as condições mudaram significativamente. A maior parte do Biesbosch foi recuperada e transformada em pôlderes. A ligação Reno-Mosa com Roterdã, foi restaurada com a preventiva retirada de sedimentos por meios artificiais. A maioria dos riachos do Biesbosch foi represada no seu trecho final para diminuir o risco de inundações. A confluência dos rios Reno e Mosa também foi fechada e o rio Mosa recebeu uma nova, foz artificial: o Bergse Maas. Ao separarem os rios Reno e Mosa antes de chegarem ao Biesbosch, o seu fluxo pode ser melhor controlado. Um segundo canal para a circulação de navios foi construído para também distribuir melhor o fluxo do rio Reno: o Nieuwe Merwede, que divide o Biesbosch em duas partes: o Biesbosch "menor", agora a parte sudeste da ilha de Dordrecht, o Biesbosch "maior". Como resultado destas mudanças hidrológicas, o Biesbosch perdeu a sua função como um delta de rio e, agora só recebe água diretamente dos rios em períodos de cheias.
Antes de 1970 existia uma ligação com o mar, e as diferenças entre as marés eram, em média, de dois metros. Apesar da diminuição do afluxo dos rios Mosa e Waal, a água doce continuou a predominar. As diferenças entre as marés praticamente desapareceram após 1970, quando as obras do Projeto Delta fecharam o Haringvliet e com ele a conexão direta do Biesbosch com o mar. Somente na parte norte do Biesbosch (o chamado Sliedrechtse Biesbosch) é que se manteve alguma diferença entre as marés (20-80 centímetros em média). A diminuição da diferença entre as marés provocou uma dramática transformação no Biesbosch, que se transformou em uma floresta de salgueiros com pequenos riachos em contraste com o outrora poderoso delta. A construção da barragem Haringvlietdam também bloqueou a principal rota de migração dos peixes. A influência dos rios e do mar agora já não existia mais.

## Futuro
O governo neerlandês decidiu recuperar e devolver à natureza a maior parte das áreas ocupadas e reconectar os rios principais com os riachos do  Biesbosch. Esta decisão foi tomada em consequências dos elevados níveis dos rios observados em 1993 e 1995. Isto significa que uma grande parte da Biesbosch voltará ao seu estado original: uma rede interligada de rios e riachos, servindo como um delta fluvial. A área pode então ser usada como uma barreira natural para evitar grandes cheias e diminuir o risco de uma grande elevação nos níveis dos rios. Isto irá também restaurar algumas das situações naturais e resultará em uma expansão do habitat de muitos animais.

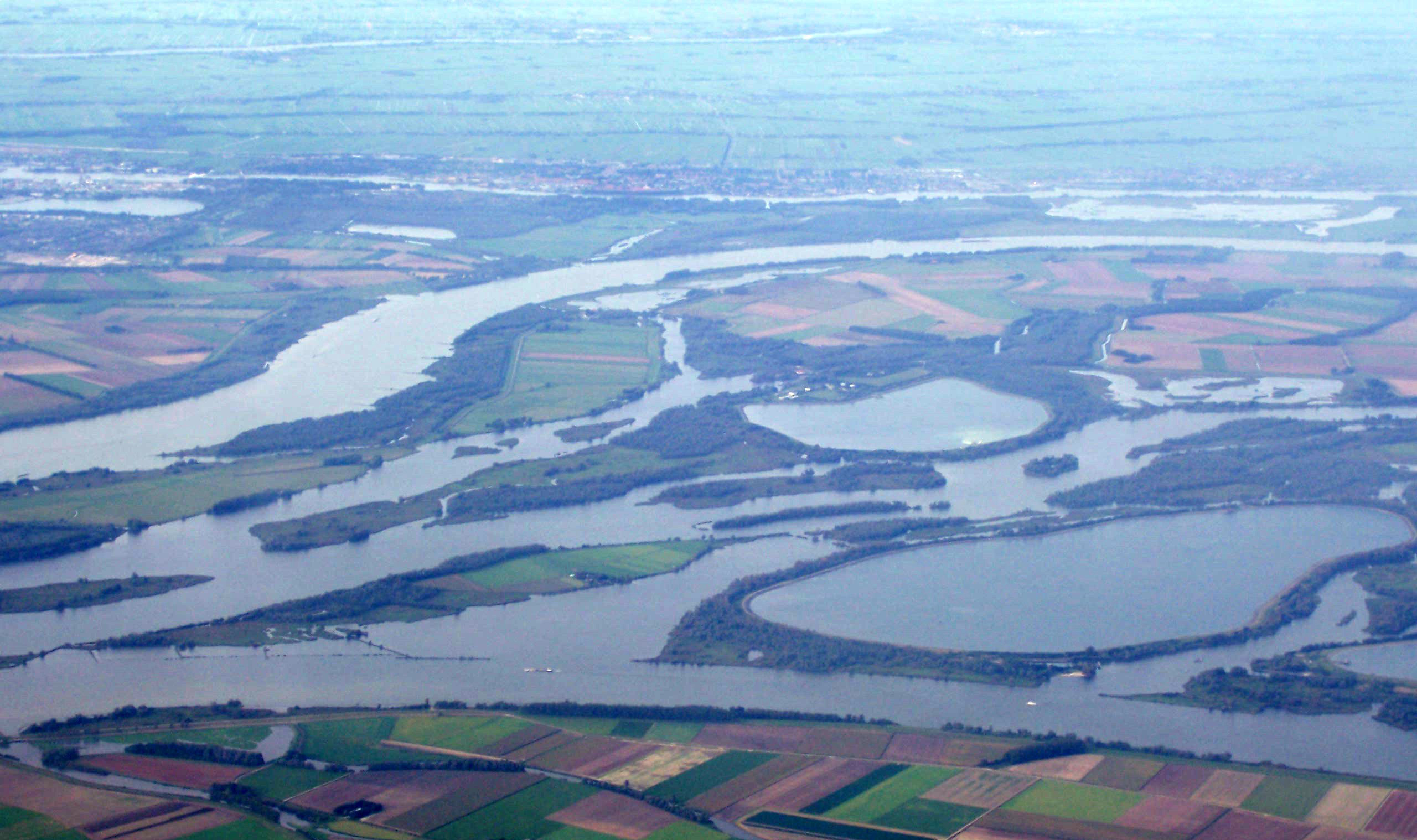
Vista aérea de parte do Biesbosch.

Especialmente a população de castores poderia lucrar com essas mudanças hidrológicas. É também esperado que sejam criadas condições adequadas para o retorno da águia-pescadora e da águia-rabalva como aves reprodutoras. Devido ao recente surgimento natural de novas zonas húmidas, a garça-branca-grande e a garcinha-branca já se tornaram atualmente elementos familiares no Biesbosch. Existe também um aumento na população de socós e guarda-rios.
Existem também planos para restaurar a função estuário do Haringvliet e Hollands Diep, restaurando a passagem natural de água doce para salgada e permitindo o retorno das marés no Biesbosch. Um primeiro passo será a abertura de algumas das eclusas da Haringvlietdam. Isto resultará em um retorno mínimo dos efeitos das marés sem ter um impacto dramático sobre a paisagem, pois uma abertura total da barragem inutilizará a maior parte das zonas agrícolas circundantes, em decorrência do afluxo da água salgada. Deve-se atentar para o fato de que em tempos de graves inundações provenientes do Mar do Norte, as comportas da barragem poderão ser fechadas e funcionar de maneira semelhante ao Oosterscheldekering.
A abertura parcial da Haringvlietdam criará uma oportunidade para que os peixes em migração consigam entrar nos rios Reno e Mosa, restabelecimento a situação natural. É esperado que isto resulte no retorno do salmão, da truta, da savelha, do eperlano e de muitas outras espécies de peixes. Também criará condições favoráveis para a quase extinta população sul-neerlandesa de focas (atualmente restritas a partes do Oosterschelde). As focas costumavam ser uma visão comum no Biesbosch apesar do fato de que a área é dominada por água doce. Sua presença terminou em 1970, embora alguns indivíduos, de alguma maneira, conseguiram chegar ao Biesbosch depois disso. A abertura parcial da Haringvlietdam irá restaurar algumas das situações naturais.

## Ameaças

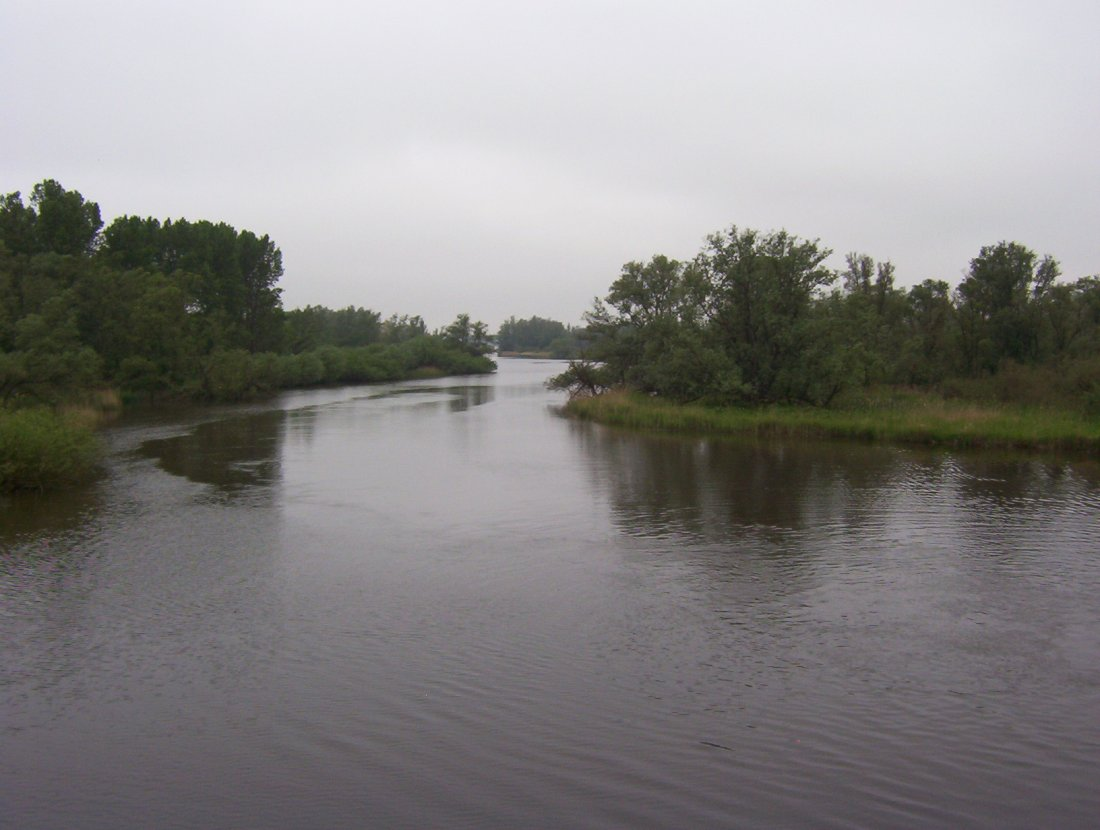
Um riacho típico do Biesbosch.

A área ainda enfrenta muitas ameaças. Um delas é a poluição da água e do solo. Muitas nascentes recebem sedimentos altamente poluidores, ainda consequência dos anos sessenta e setenta, quando os rios Reno e Mosa eram muito mais poluídos do que são hoje. Devido ao baixo fluxo das águas no Biesbosch (porque as conexões com os rios e o mar foram bloqueadas, embora isto mude no futuro), o acúmulo de sedimentos poluídos no Biesbosch é muito  grave. A recuperação total do ecossistema no Biesbosch não acontecerá sem antes uma completa limpeza de todos os riachos, o que será uma tarefa enorme e dispendiosa.
Outra ameaça para o ecossistema do Biesbosch é a grande quantidade de recreação aquática na área. O Biesbosch tem, no entanto, forte potencial tanto natural quanto de recreio. Proibir todas as atividades recreativas na área não é uma boa opção. Encontrar o equilíbrio certo nesta questão será um desafio a ser alcançado.
Outras ameaças incluem a construção de docas para iates, a expansão urbana e os planos para a exploração das reservas de gás natural.